# Нойфен
Нойфен (на немски: Neuffen) е град в окръг Еслинген в Баден-Вюртемберг, Германия, с 6210 жители (2015). Намира се на 27 км южно от Щутгарт.
Около 1100 г. се създава замък Хоеннойфен. Селището получава през 1232 г. права на град.